# Solucionador propi quàntic variacional
En computació quàntica, el solucionador propi quàntic variacional (VQE) és un algorisme quàntic per a la química quàntica, simulacions quàntiques i problemes d' optimització. És un algorisme híbrid que utilitza tant ordinadors clàssics com ordinadors quàntics per trobar l'estat fonamental d'un sistema físic determinat. Donada una conjectura o ansatz, el processador quàntic calcula el valor esperat del sistema respecte a un observable, sovint l'hammiltonià, i s'utilitza un optimitzador clàssic per millorar la conjectura. L'algorisme es basa en el mètode variacional de la mecànica quàntica.
Va ser proposat originalment l'any 2014, amb els autors corresponents Alberto Peruzzo, Alán Aspuru-Guzik i Jeremy O'Brien. L'algorisme també ha trobat aplicacions en l'aprenentatge automàtic quàntic i s'ha corroborat encara més amb algorismes híbrids generals entre ordinadors quàntics i clàssics. És un exemple d'algorisme quàntic d'escala intermèdia sorollosa (NISQ).

## Descripció

### Codificació Pauli
L'objectiu del VQE és trobar un conjunt d'operacions quàntiques que preparin l'estat d'energia més baix (o mínims) d'una aproximació propera a alguna quantitat objectiu o observable. Tot i que l'únic requisit estricte per a la representació d'un observable és que és eficient estimar els seus valors d'expectativa, sovint és més senzill si aquest operador té una expressió compacta o simple en termes d'operadors de Pauli o productes tensorials d'operadors de Pauli.
Per a un sistema fermiònic, sovint és més convenient fer qubit: és a dir, escriure l'Hamiltonià de molts cossos del sistema utilitzant una segona quantització, i després utilitzar una correspondència per escriure els operadors de creació-anihilació en termes d'operadors de Pauli. Els esquemes comuns per als fermions inclouen la transformació de Jordan-Wigner, la transformació de Bravyi-Kitaev i la transformació de paritat.
Una vegada l'Hamiltonià {\displaystyle {\hat {H}}} s'escriu en termes d'operadors de Pauli i es descarten estats irrellevants (espai de dimensions finites), consistiria en una combinació lineal de cadenes de Pauli {\displaystyle {\hat {P}}_{i}} que consisteix en productes tensorials dels operadors de Pauli (per exemple {\displaystyle X\otimes I\otimes Z\otimes X} ), de tal manera que
{\displaystyle {\hat {H}}=\sum _{i}\alpha _{i}{\hat {P}}_{i}}
on {\displaystyle \alpha _{i}} són coeficients numèrics. A partir dels coeficients, es pot reduir el nombre de cordes de Pauli per optimitzar el càlcul.
El VQE es pot adaptar a altres problemes d'optimització adaptant l'Hamiltonià perquè sigui una funció de cost.

### Ansatz i funció de prova inicial
L'elecció de l'estat ansatz depèn del sistema d'interès. En la computació quàntica basada en portes, l'ansatz ve donat per un circuit quàntic parametritzat, els paràmetres del qual es poden actualitzar després de cada execució. L'ansatz ha de ser prou adaptable per no perdre l'estat desitjat. Un mètode comú per obtenir un ansatz vàlid ve donat pel marc de clúster unitari acoblat (UCC) i les seves extensions.
Si l'ansatz no s'escull adequadament, el procediment pot aturar-se en paràmetres subòptims que no corresponen a uns mínims. En aquesta situació, es diu que l'algoritme ha arribat a un "altiplà àrid".
L'ansatz es pot configurar en una funció de prova inicial per iniciar l'algorisme. Per exemple, per a un sistema molecular, es pot utilitzar el mètode Hartree-Fock per proporcionar un estat inicial que s'aproximi a l'estat fonamental real.

### Mesurament
El valor esperat d'un estat determinat {\displaystyle |\psi (\theta _{1},\cdots ,\theta _{N})\rangle } amb paràmetres {\displaystyle \{\theta _{i}\}_{i=1}^{N}}, té un valor d'expectativa de la funció d'energia o de cost donat per
{\displaystyle E(\theta _{1},\cdots ,\theta _{n})=\langle {\hat {H}}\rangle =\sum _{i}\alpha _{i}\langle \psi (\theta _{1},\cdots ,\theta _{N})|{\hat {P}}_{i}|\psi (\theta _{1},\cdots ,\theta _{N})\rangle }
per tant, per obtenir el valor esperat de l'energia, es pot mesurar el valor esperat de cada corda de Pauli (nombre de recomptes per a un valor donat sobre el nombre total de recomptes). Aquest pas correspon a mesurar cada qubit de l'eix proporcionat per la cadena de Pauli. Per exemple, per a la cadena {\displaystyle X\otimes Y\otimes Y}, el primer qubit s'ha de mesurar a l'eix x, mentre que els dos últims s'han de mesurar a l' eix y de l'esfera de Bloch. Si la mesura en l'eix z només és possible, les portes de Clifford es poden utilitzar per transformar entre eixos. Si dues cadenes de Pauli es desplacen, es poden mesurar totes dues simultàniament utilitzant el mateix circuit i interpretant el resultat segons l'àlgebra de Pauli.

### Mètode variacional i optimització
Donat un ansatz parametritzat per a l'estat propi de l'estat fonamental, amb paràmetres que es poden modificar, segur que trobareu l'estat parametritzat més proper a l'estat fonamental basant-se en el mètode variacional de la mecànica quàntica. Utilitzant algorismes clàssics en un ordinador digital, es poden optimitzar els paràmetres de l'ansatz. Per a aquesta minimització, cal trobar els mínims d'una funció multivariable. Per a aquest propòsit es poden utilitzar optimitzadors clàssics que utilitzen el descens de gradients.
En executar el circuit moltes vegades i actualitzar constantment els paràmetres per trobar els mínims globals del valor esperat de l'observable desitjat, es pot apropar a l'estat fonamental del sistema donat i emmagatzemar-lo en un processador quàntic com una sèrie d'instruccions de porta quàntica.

## Ús

### En química
A partir del 2022, el solucionador quàntic variacional només pot simular molècules petites com l'ió hidrur d'heli o la molècula d'hidrur de beril·li. Les molècules més grans es poden simular tenint en compte consideracions de simetria. El 2020, es va demostrar una simulació de 12 qubits d'una cadena d'hidrogen (H12) mitjançant el processador quàntic Sycamore de Google.